# Gerhard Lagaly

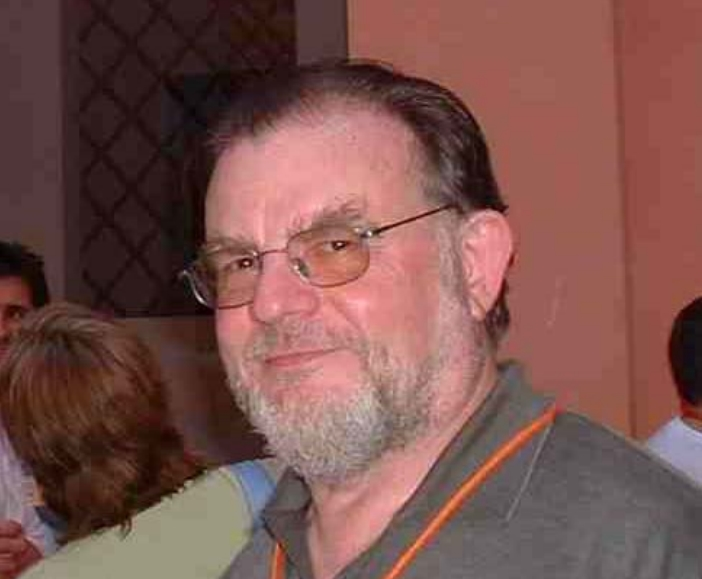
Gerhard Lagaly, 2003

Gerhard Lagaly (* 14. Oktober 1938 in Ludwigshafen am Rhein) ist ein deutscher Chemiker.
Lagaly studierte ab 1957 Chemie (sowie Physik, Mineralogie und Botanik) an der Universität Heidelberg mit dem Abschluss als Diplom-Chemiker 1962. 1967 wurde er bei Armin Weiss in Heidelberg am Institut für Anorganische Chemie promoviert (Untersuchung von Quellungsvorgängen in n-Alkylammonium-Schichtsilicaten), war ab 1965 Assistent am Institut für Anorganische Chemie der Universität München, wo er sich 1971 habilitierte und danach Akademischer Rat war. Seit 1974 war er Professor für Anorganische Chemie an der Christian-Albrechts-Universität Kiel. 2004 emeritierte er.
Er befasst sich vor allem mit der Chemie von Tonmineralien, Kolloidchemie und Grenzflächenchemie, der Chemie poröser Stoffe und von Schichtverbindungen.
2004 erhielt er den Wolfgang-Ostwald-Preis der Kolloid-Gesellschaft, deren Geschäftsführer er von 1979 bis 2003 war. Lagaly war von 1999 bis 2003 Präsident der European Clay Groups Association (ECGA). 1995 war er Brindley Lecturer der Clay Minerals Society. Er ist Ehrenmitglied der französischen Gesellschaft für Tonminerale (Groupe Français des Argiles) und Ehrendoktor der Universität Szeged.
Er war 1987 bis 2004 Herausgeber von Colloid and Polymer Science und Progress in Colloid and Polymer Science (und danach Mitherausgeber), war von 1982 bis 1996 Mitherausgeber von Clay Minerals und von 1985 bis 1995 von Applied Clay Science sowie ab 1995 dessen Herausgeber.

## Schriften
- Karl Jasmund, Gerhard Lagaly (Herausgeber): Tonminerale und Tone. Struktur, Eigenschaften, Anwendungen und Einsatz in Industrie und Umwelt. Steinkopf Verlag, Darmstadt 1993
- Lagaly, Oliver Schulz, Ralf Zimehl: Dispersionen und Emulsionen: eine Einführung in die Kolloidik feinverteilter Stoffe einschließlich der Tonminerale, Darmstadt, Steinkopff 1997